# Il bambino sull'acqua
Il bambino sull'acqua è un film televisivo del 2005 diretto da Paolo Bianchini. È stato trasmesso in prima visione il 30 ottobre 2005 su Rai 1.

## Trama
Il piccolo Valentino è colpito da una rara forma di asma che lo costringe a vivere tra bombole per l'ossigeno, fiale, vaporizzatori, medicinali di ogni genere. L'esistenza di Antonia e Renzo ne viene drammaticamente turbata. Un giorno, per caso, in occasione di una gita al mare, Antonia si rende conto che il suo bimbo non manifesta più crisi d'asma. Di qui la decisione, coraggiosa e da tutti giudicata azzardata, di far costruire una barca e vivere il proprio futuro a bordo della "Speranza". Tra scetticismi e critiche, ma anche tanta solidarietà da parte della comunità, questa strana imbarcazione è pronta a prendere il largo verso la promessa di una nuova vita.